# Symitha mangifera
Symitha mangifera is een vlinder uit de familie visstaartjes (Nolidae). De wetenschappelijke naam van deze soort is voor het eerst geldig gepubliceerd in 1938 door Tams.
De soort komt voor in tropisch Afrika.